# Marquesado de Calanda
El marquesado de Calanda fue un título nobiliario español creado por el rey Felipe III, el 9 de enero de 1608, a favor de Martín-Artal de Alagón y Fernández de Heredia.
El 2 de junio de 1761, el rey Carlos III convirtió el título en el Marquesado de Aguilar de Ebro, a favor de Francisco Cristóbal Fernández de Córdoba y de Alagón, último marqués de Calanda y primer marqués de Aguilar de Ebro.

## Marqueses de Calanda
|                                                                                               | Titular                                              | Periodo                              |
| Creado en 1608 por el rey Felipe III                                                          | Creado en 1608 por el rey Felipe III                 | Creado en 1608 por el rey Felipe III |
| --------------------------------------------------------------------------------------------- | ---------------------------------------------------- | ------------------------------------ |
| I                                                                                             | Martín-Artal de Alagón y Fernández de Heredia        | 1609 - 1611/14                       |
| II                                                                                            | Martín Artal de Alagón y Pimentel                    | 1611/14 - 1639                       |
| III                                                                                           | Enrique de Alagón y Pimentel                         | 1639 - 1651                          |
| IV                                                                                            | Carlos de Aragón Borja y Gurrea                      | 1651 - 1692                          |
| V                                                                                             | Cristóbal Fernández de Córdoba y Alagón              | 1692 - 1748                          |
| VI                                                                                            | Francisco-Cristóbal Fernández de Córdoba y de Alagón | 1748 - 1761                          |
| Convertido, el 2 de junio de 1761, en el Marquesado de Aguilar de Ebro, donde sigue su línea. |                                                      |                                      |

## Historia de los marqueses de Calanda

### I
- Martín-Artal de Alagón y Fernández de Heredia (†1611 o 1614), I marqués de Calanda, VI conde de Sástago.

1. Casó con Victoria Pimentel y Álvarez de Toledo († antes de 1614), hija de Enrique Pimentel y Enríquez I conde de Villada,  II marqués de Távara; y de Juana de Toledo y Colonna, hija del IV marqués de Villafranca del Bierzo. Fueron sus hijos:

1. Martín Artal de Alagón y Pimentel, que sigue,
2. Enrique de Alagón y Pimentel, que seguirá, y a
3. Luisa de Alagón y Pimentel, monja.

Le sucedió su hijo:

### II
- Martín Artal de Alagón y Pimentel (1600-1639), II marqués de Calanda, VII conde de Sástago.

1. Casó, con dispensa de consanguinidad, con Catalina de Alagón y Urrea, su sobrina, hija de Gabriel Blasco de Alagón y Martínez de Luna, su primo carnal, IV conde de Sástago, y de María Jiménez de Urrea y Enríquez, II marquesa de Almonacir. Sin descendencia.

Le sucedió su hermano:

### III
- Enrique de Alagón y Pimentel (1602-1651), III marqués de Calanda, VIII conde de Sástago y  I conde de Fuenclara.

Murió soltero en 1651.
De su unión con Ana Ladrón de Guevara y Mendoza, tuvo por hijos naturales a:
1. Enrique de Alagón y Guevara,  II conde de Fuenclara, y a
2. Ana María de Alagón y Guevara,  III condesa de Fuenclara, que casó con Juan Francisco Cebrián y Gómez.

Al fallecer el III marqués sin dejar  descendencia legítima ni tampoco masculina natural, se extinguió la línea directa y agnada de los Alagón.
Le sucedió el bisnieto de Blasco de Alagón y Fernández de Heredia (†1596) —hermano del primer marqués—:

### IV
- Carlos de Aragón Borja y Gurrea (1634-1692), IV marqués de Calanda y IX duque de Villahermosa.

Le sucedió el bisnieto de Inés de Alagón y Luna, hija menor de Blasco de Alagón y Fernández de Heredia (†1596) —hermano del primer marqués—:

### V
- Cristóbal Fernández de Córdoba y Alagón (1671 o 1672 - 1748), V marqués de Calanda.

Le sucedió su hijo:

### VI
- Francisco-Cristóbal Fernández de Córdoba y Alagón, Moncayo y Aragón (1701-1763), VI marqués de Calanda', XI conde de Sástago, III marqués de Peñalba.

1. Casó con María Felipa de Glimes de Brabante (1724-1797), condesa de Glimes y condesa del Sacro Romano Imperio. Era hija de Ignacio Francisco de Glimes de Brabante, conde de Glimes, barón de Samur; y de María Francisca Josefa Danneux de Wargnies (hija a su vez de Jean Philippe Danneux, marqués de Wargnies, príncipe de Barbançon, conde de Buath, etc.).

Convirtió, el 2 de junio de 1761, el presente Marquesado en el Marquesado de Aguilar de Ebro, donde sigue su línea.